# Valencia Street Circuit

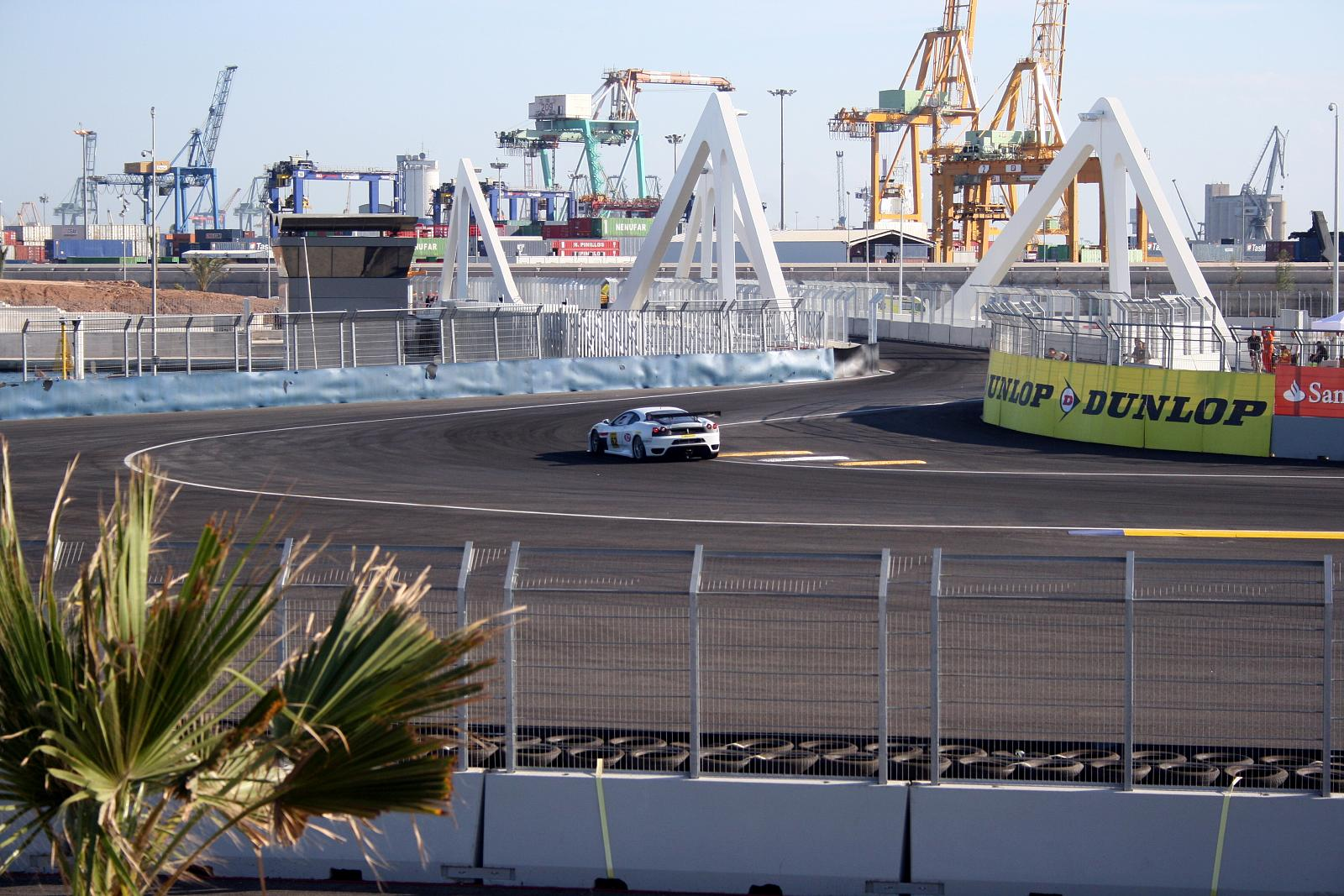
Az előtérben a híd, a háttérben a kikötői daruk láthatóak

A Circuito Urbano de Valencia egy volt motorsport-versenypálya a spanyolországi Valencia kikötőjében. A városi pályán rendezték meg 2008-tól 2012-ig a Formula–1 európai nagydíjat. A pálya főszponzora a spanyol Telefónica vállalat. Egyik különleges eleme az öböl feletti szétnyitható híd, amelyen át is haladnak a versenyzők. A 2007. június elsején aláírt szerződés szerint a pálya hét évig lesz jelen a Formula–1-ben. A pálya építését 2007 októberében kezdték és 2008 júniusában fejezték be. A versenypálya 5,44 kilométer hosszú, és 25 kanyarral rendelkezik, ami igen sok. Ebből 11 bal, 14 jobbkanyar. A maximális sebesség várhatóan 315 km/h körül alakul, az átlagsebesség 200 km/h feletti (szemben Monacóval, ahol az átlagsebesség 160 km/h körül mozog. 2008-ban az Albert Park, a Monacói versenypálya, a Circuit Gilles Villeneuve és az új Szingapúri pálya mellett a szezon egyik városi pályája. Az időmérős pályacsúcsot Sebastian Vettel tartja, aki 2008-ban a Toro Rosso-Ferrari színeiben futott az időmérő második etapjában 1:37.842-es időt. A versenyen futott pályacsúcsot pedig Timo Glock futotta 2009-ben a Toyotával 1:38.683-as idővel.

## Külső hivatkozások
- Műholdkép Google Maps-en
- Honlap